# Phare de Cabo Tiñoso
Le phare de Cabo Tiñoso est un phare situé à environ 15 km au sud-ouest du port de Carthagène, sur un promontoire nommé Cabo Tiñoso, dans la zone de la réserve marine de Cabo Tiñoso de la région de Murcie en Espagne.
Il est géré par l'autorité portuaire de Carthagène .

## Histoire
Le phare est entré en service en 1859 et fonctionnait avec une lampe à huile d'olive. En 1913, il a bénéficié d'un nouveau système optique avec une lampe à incandescence. En 1970, bénéficiant d'une restauration de sa lanterne et de son système optique, il a été électrifié et automatisé.
C'est une tour cylindrique en maçonnerie de 10 m de haut, avec galerie double et lanterne, attachée à un bâtiment technique d'un étage. La station est peinte en blanc et le dôme de la lanterne est gris métallique. Il est placé en bord de falaise et sa hauteur focal est de 146 m au-dessus du niveau de la mer. Sa lumière est visible jusqu'à 44,5 km.
Identifiant : ARLHS : SPA048 ; ES-23070 - Amirauté : E0124 - NGA : 4548 .